# Дуброва (Далматовський район)
Дубро́ва (рос. Дуброва) — присілок у складі Далматовського району Курганської області, Росія. Входить до складу Уральцевської сільської ради.
Населення — 4 особи (2010, 33 у 2002).
Національний склад станом на 2002 рік: росіяни — 100 %.